# Йоан (Дубинський)
Єпископ Йоан (Дубинський; 1680 — 21 січня 1743) — український релігійний діяч, ігумен Домницького монастиря Чернігівської єпархії на Гетьманщині.
Також єпископ Російської православної церкви (безпатріаршої); єпископ Нижегородський та Алатирський. Архієрейське служіння провадив серед фіно-угорських народів Поволжа.

## Життєпис
Закінчив Києво-Могилянську академію. У 30 років отримав різносторонню освіту: вивчав науки, знав кілька мов.
Був ігуменом Андроникового Троїцького монастиря Чернігівської єпархії.
1737 р. — ігумен Домницького Різдвяного монастиря Чернігівської єпархії.
За описами сучасника: «він прикрашав себе святістю, ангельським життям, добротою, смиренням, мудрістю».

### Еміграція в Московію
25 лютого 1739 р. — хіротонія в єпископа Нижегородського та Алатирського.
У своїй діяльності наслідував свого попередника єпископа Питирима, піклувався про розповсюдження духовного просвітництва серед фіно-угорських народів (насамперед ерзя та мокша), займався благоустроєм Нижегородської духовної семінарії.
Травень 1740 р. — тяжко захворів, хвороба призвела до паралічу. За свідченням сучасника увесь час правління єпархією він проводив «…у нестерпній хворобі до останнього подиху».
1 вересня 1742 р. — звільнений через хворобу на спокій до Нижегородського Печерського монастиря. До самої смерті жив у Архієрейському будинку, під покровительством наступника — Димитрія (Сеченова).
Помер 21 січня 1743. Похований у Нижегородському катедральному соборі.